# Drave ladine
Draba ladina
Espèce
Classification phylogénétique
La drave ladine (Draba ladina) est une espèce de plantes à fleurs de la famille des Brassicaceae (ou Crucifères). C'est une petite plante d’altitude (généralement à plus de 2 600 m), rare et endémique, poussant en Basse-Engadine (Parc national en Suisse), sur les éboulis et anfractuosités de roches calcaire.

## Origine
Des analyses moléculaires d'ADN de feuilles fraiches et de feuilles issues d’herbiers anciens ont montré que cette plante a pour origine un hybride entre deux Brassicaceae apparentées ; la drave faux Aïzoon (Draba aizoides) et la drave tomenteuse (Draba tomentosa) toutes deux encore présentes dans la région.
Cette plante possède 32 chromosomes, alors que ses parents en ont 16, ce qui lui permet d’échapper à la stérilité qui concerne généralement les hybrides, et l'empêche de se croiser avec les espèces parentes.
Pour cette raison, on peut parler d’une nouvelle espèce.
Tous les individus de cette espèce ont probablement un ancêtre commun apparu récemment, peut-être même après la dernière glaciation.